# 霍納斯維爾 (密蘇里州)
霍納斯維爾（英語：Hornersville）是位於美國密蘇里州鄧克林縣的城市。

## 人口
根據2020年美國人口普查的數據，霍納斯維爾的面積為2.03平方千米，當中陸地面積為2.02平方千米，而水域面積為0.01平方千米。當地共有人口537人，而人口密度為每平方千米265人。